# What Lies in the Multiverse
What Lies in the Multiverse — приключенческая компьютерная игра в жанре платформера-головоломки, разработанная чилийскими студиями Studio Voyager и IguanaBee, изданная компанией Untold Tales. Игра рассказывает о мальчике, который после неудачного эксперимента с параллельными вселенными оказывается втянут в путешествие по мультивселенной вместе с путешественником по имени Эверетт. Релиз игры состоялся 4 марта 2022 года на Windows, PlayStation 4, PlayStation 5, Xbox One, Xbox Series X/S и Nintendo Switch.

## Игровой процесс
What Lies in the Multiverse - двухмерная приключенческая игра в жанре платформера-головоломки с элементами драматической комедии. Ключевая механика игрового процесса является возможность мгновенного переключения между двумя версиями одного и того же мира, из разных измерений. Смена измерений используется для решения головоломок и преодоления препятствий: например, игрок может изменить структуру уровня, обойти ловушки или создать платформу в прыжке.
Игрок исследует разнообразные локации, включая города, храмы, гавани и дикую природу, каждая из которых обладает визуально отличающимися параллельными версиями и уникальными механиками взаимодействия с окружением уровня.

## Сюжет
Главным героем игры является мальчик, по прозвищу Парень (англ. the Kid), который проводит эксперименты с симуляцией параллельных вселенных у себя на компьютере. В результате неудачного опыта реальность начинает «глючить», и он оказывается в таинственном лабораторном помещении, а затем — в неизвестном зелёном мире. Там он встречает эксцентричного путешественика по имени Эверетт (англ. Everett), использующего трость с черепом под названием Вояджер — устройство, позволяющее перемещаться между измерениями. Он втягивает главного героя в путешествие по мультивселенной.

## Разработка
What Lies in the Multiverse была разработана чилийскими инди-студиями Studio Voyager и IguanaBee. Издателем выступила польская компания Untold Tales.
Проект начался как инициатива Висенте, одного из разработчиков Studio Voyager, который изучал движок GameMaker во время подготовки к поступлению в колледж. Позже к нему присоединился Аарон, вдохновлённый сюжетными играми для Game Boy Advance. До начала проекта Висенте несколько месяцев работал дизайнером уровней над G.I. Joe: Operation Blackout в сотрудничестве с IguanaBee.
Среди источников вдохновения разработчики называли Mario & Luigi: Superstar Saga, Paper Mario, а также мультсериал Рик и Морти. Особое влияние на идею оказала игра Pocket Mortys, в которой, по словам Висенте, тема параллельных миров была затронута, но не раскрыта в полной мере.
Разработка велась на GameMaker, который Висенте выбрал после того, как узнал, что Тоби Фокс разработал на нём Undertale. По его словам, самой сложной частью стала работа в команде после четырёх лет одиночной разработки и соблюдение сроков.

## Выпуск
What Lies in the Multiverse была анонсирована в октябре 2021 года с запланированным релизом на начало 2022 года, при этом вскоре после анонса в Steam стала доступна демоверсия игры. В январе 2022 года был опубликован трейлер с точной датой выхода — 4 марта 2022 года. 26 января в Steam вышел бесплатный пролог игры. В феврале того же года был представлен 10-минутный трейлер с демонстрацией игрового процесса. Выход игры был запланирован на 4 марта на Windows, PlayStation 5, PlayStation 4, Xbox One, Xbox Series X/S и Nintendo Switch.

## Отзывы
| Сводный рейтинг    | Сводный рейтинг            |
| Агрегатор          | Оценка                     |
| ------------------ | -------------------------- |
| Metacritic         | 82/100 (PS5) 85/100 (XONE) |
| OpenCritic         | 81/100 (85 %)              |
| Иноязычные издания |                            |
| Издание            | Оценка                     |
| Shacknews          | 8/10                       |
| The Games Machine  | 8,5/10                     |
| XboxAddict         | 8,7/10                     |

What Lies in the Multiverse получила «в основном положительные отзывы» от критиков, согласно агрегатору рецензий Metacritic. По данным OpenCritic, 85 % рецензентов рекомендовали игру, средняя оценка от ведущих критиков составила 81 балл из 100.
Морган Шейвер из Shacknews похвалила атмосферу игры, разнообразие головоломок и умелое использование механики переключения между вселенными. Она также отметила, что Эверетт выделяется как персонаж благодаря своей энергичности и чувству юмора. По её словам, игроку постоянно приходится гоняться за ним, подобно тому как Роланд преследует Человека в Чёрном в цикле «Тёмная Башня» Стивена Кинга. Среди недостатков она указала, что некоторые головоломки кажутся немного несправедливыми, часть из них можно сломать, а некоторые шутки не срабатывают так, как было задумано. 
Клаудио Маджистрелли из The Games Machine положительно оценил игру, отметив выразительный пиксель-арт и сюжетную составляющую. Особое внимание он уделил подаче истории, отметив, что «умение рассказывать о трагедии с иронией и создавать связь с персонажами встречается довольно редко». В качестве недостатков он указал, что основная механика уже встречалась в других играх, а тема мультивселенной может показаться утомительной тем, кто уже насытился подобными сюжетами. 
Адам Дилева из XboxAddict назвал игру приятным сюрпризом, ожидая от неё обычный платформер. Он похвалил визуальный стиль, анимации, музыкальное сопровождение и комедийные диалоги, особенно взаимодействие главного героя с Эвереттом. По его мнению, What Lies in the Multiverse близка по духу к таким платформерам-головоломкам, как Fez и Braid, и способна заинтересовать поклонников этих игр.